# 東京アンテナ工事
東京アンテナ工事株式会社は、アンテナ工事の専門業者。建造物によるテレビ電波障害の改善業務に注力し、
電波測定技術および電波障害施設の設置工事の技術力は高い。
一般社団法人日本CATV技術協会の創設にも関与し、平成23年度まで三矢慶三が副理事長を務めた。
「未来に安心安全な社会を」目標に、無線LAN、ワイファイ事業、ドローン事業、地域BWA事業など、必要なことはなるべく自社開発する下町のIT企業である。

## 沿革
- 1958年（昭和33年） - 東京アンテナ産業株式会社を創業し、テレビアンテナの製造販売を開始、代表取締役社長は三矢慶三。
- 1966年（昭和41年） - 東京アンテナ工事株式会社に社名変更。アンテナ工事専業となる。
- 1992年（平成4年） - 資本金20,000千円に増資。
- 1995年（平成7年） - 千葉支店を開設。
- 1998年（平成10年）- インターネットマンション事業を正式に開始。
- 1999年（平成11年）- 代表取締役社長に三矢宏が就任、三矢慶三は会長に就任。
- 2010年（平成22年）- スペインのサンティアゴ・デ・コンポステーラのアンテナメーカー、テレベス社からの招待を受け、三矢宏が単身渡西し、テレベス社本社にて合意。アンテナの輸入を開始。
- 2016年（平成28年）- 葛飾区全中学校の無線LAN工事をプロポーザル方式で受注。
- 2016年（平成28年）- 業務拡張のため　資本金3,500万円に増資。
- 2017年（平成29年）- ドローン事業を正式に開始。
- 2019年（令和1年）- 葛飾区と地域BWA協定締結。
- 2019年（令和1年）- 市川市とドローン協定締結。
- 2019年（令和1年）- 葛飾区で地域BWAの一般サービスを開始。
- 2019年（令和1年）- 墨田区と地域BWA協定締結。
- 2020年（令和2年）- 葛飾区とドローン協定締結。
- 2020年（令和2年）- 江戸川区と地域BWA協定締結。
- 2020年（令和2年）- 江戸川区とドローン協定締結。
- 2020年（令和2年）- 墨田区で地域BWAの一般サービスを開始。
- 2020年（令和2年）- 江戸川区で地域BWAの一般サービスを開始。
- 2020年（令和2年）- 市川市と地域BWA協定締結。
- 2021年（令和3年）- 市川市で地域BWAの一般サービスを開始。
- 2021年（令和3年）- 近畿大学で講演。
- 2024年（令和6年）- アイパッドなどのリセール事業を開始。
- 2024年（令和6年）- JASPAS株式会社（目黒区、中野区、北区の地域BWA事業者）と地域BWA事業に関する業務提携。
- 2025年（令和7年）- 墨田区とドローン協定締結。
- 2025年（令和7年）-第67回電波障害防止に関する功労表彰（受信環境クリーン中央協議会）。

## 資格等
- 電気通信工事業　国土交通大臣 第18445号
- 電気工事業　国土交通大臣 第18445号
- 登録電気通信事業者　総務省　関第109号（全国）
- 電気工事業登録　東京都　第228451号
- 東電番号　上野　3014号
- 古物商許可証　東京都公安委員会　第307762416121号
- プライバシーマーク　10110083（5）

## 技術者等
- 電気工事士
- 電気工事施工管理技士
- 監理技術者
- 工事担任者
- 陸上特殊無線技士
- 電気通信主任技術者（伝送交換）
- 無人航空機操縦者技能証明（国土交通省）
- 無人航空機操縦技能証明証（JUIDA）
- 無人航空機安全運航管理者証明証（JUIDA）
- 有線テレビジョン放送技術者（JCTEA）
- 防犯設備士

## 東京アンテナシリーズ
- 東京アンテナ三号（TA-3）は、トリプルブームアンテナ。ラジオライフ2013年5月号の表紙に採用された。また記事内においてマスプロ電工の超高性能UHFアンテナ「ラブストーリー」と東京メトロポリタンテレビジョンの遠距離受信対決を行っている。
- 東京アンテナ零号（TA-ZERO）は、四段ダイポール平面アンテナ。
- 2011年（平成23年） - スペイン大使館（港区）で駐日スペイン大使のミゲル・アンヘル・ナバーロ・ポルテラ閣下に三矢宏社長が謁見し、スペイン大使館に東京アンテナ三号の設置の許可を頂き、自社で施工した。
- ちなみに各アンテナの名前は、当時流行していたエヴァンゲリオンからヒントを得て三矢宏が命名した。

## アンドロイドアプリシリーズ
- 東京アンテナ方向調整は、東京スカイツリー移転に伴うアンテナ方向の角度差を自動計算するためのアプリ。東京スカイツリー移転アプリとして、対策作業員から人気を得た。無料。
- アポロニウス11号は、東京スカイツリーと東京タワーが同じ高さに見える場所を探すためのアプリ。無料。
- アポロ富士は、東京スカイツリーと富士山が同じ高さに見える場所を探すためのアプリ。無料。
- 隅田川花火大会必勝ガイド第一会場桜橋編は、花火の打ち上げ場所を現地で確認できるアプリ。無料。
- 隅田川花火大会必勝ガイド第二会場厩橋編（同上）。
- 全アプリを三矢宏が作成。現在はプレイストアから無料ダウンロードできない。サポートも終了している。

## 公衆無線LAN
- 葛飾区公衆無線LAN（Katsushika_Free_Wi-Fi）の施工を東京アンテナ工事株式会社が担当。事業者はNTT-BP社。柴又帝釈天の寅さんワイファイ、亀有の両さんワイファイ、四ツ木・立石のキャプテン翼ワイファイ、新小岩のモンチッチワイファイ、堀切の菖蒲園ワイファイなどの施工を行う。
- 葛飾区公衆無線LAN（Katsushika_Free_Wi-Fi-01）は地域BWA（葛飾BWA）を活用しており、施工及び事業者も東京アンテナ工事株式会社。葛飾区役所本庁舎、ウィメンズパル、テクノプラザかつしか（地域産業振興会館）、かつしかシンフォニーヒルズ（文化会館）、各地区センター、各区民事務所で利用可能となっている。
- 墨田区公衆無線LAN（Sumida-BWA）は地域BWA（墨田BWA）を活用しており、施工及び事業者も東京アンテナ工事株式会社。墨田区役所本庁舎、すみだ郷土文化資料館、社会福祉会館、千葉大学墨田サテライトキャンパスなどで利用可能となっている。

## ドローン事業
- 2017年（平成29年）- 葛飾区総合防災訓練ドローン空撮。
- 2018年（平成30年）- 葛飾区総合防災訓練ドローン空撮。
- 2019年（令和1年）- 市川市総合防災訓練ドローン空撮。
- 2019年（令和1年）- 葛飾区総合防災訓練ドローン空撮。
- 2020年（令和2年）- 江戸川区総合防災訓練ドローン空撮。
- 2022年（令和4年）- 江戸川区職員防災訓練ドローン空撮。
- 2022年（令和4年）- ドローンを活用したまちづくり調査研究（墨田区）。
- 2022年（令和4年）- 新小岩地域活動センタードローン空撮（葛飾区）。
- 2022年（令和4年）- あわの自然学園ドローン空撮（墨田区）。
- 2022年（令和4年）- 江戸川区総合防災訓練ドローン空撮。
- 2022年（令和4年）- 葛飾区医療救護訓練ドローン空撮。
- 2023年（令和5年）- 江戸川区総合防災訓練ドローン空撮。
- 2024年（令和6年）- 江戸川区総合防災訓練ドローン空撮。
- 2025年（令和7年）- あずま百樹園ドローン空撮（墨田区）。

## ドローン教育・地域活動
- 2022年（令和4年）- 水元公園防災まつり（東京都）で小学生向けドローン体験会を実施（令和4年2月23日）。
- 2022年（令和4年）- 新小岩駅東北広場まつり（葛飾区）で小学生向けドローン体験会を実施（令和4年10月8日）。
- 2022年（令和4年）- 水元公園ふれあいフェスティバル（東京都）で小学生向けドローン体験会を実施（令和4年11月3日）。
- 2022年（令和4年）- かつしかフードフェスタ2022（葛飾区）で南葛SCとドローンサッカー対決（令和4年11月19日）。
- 2022年（令和4年）- 墨田区立曳舟小学校の校庭お別れイベント、ひきっちょランドを撮影（令和4年12月9日）。
- 2023年（令和5年）- すみだキャンパスコモンオープニングセレモニー（墨田区）で小学生向けドローン体験会を実施（令和5年3月12日）。
- 2023年（令和5年）- 関東職業能力開発大学校附属千葉職業能力開発短期大学（千葉県千葉市中央区）ドローンサッカー体験会：ポリテクカレッジ千葉（令和5年10月27日）。
- 2023年（令和5年）- かつしかフードフェスタ2023（葛飾区）で東京アンテナボンバーズvs東京理科大学アスラボ（令和5年11月25日）。
- 2024年（令和6年）- 大学のあるまちすみだ　春のキャンパスコモン（墨田区）で小学生向けドローン体験会。iU 情報経営イノベーション専門職大学の大学生と共催（令和6年3月10日）。
- 2025年（令和7年）-ドローン活用からすみだの未来を考えよう！墨田区生涯学習センター（令和7年6月14日）。

## 地域BWA事業
- 2019年（令和1年）- 葛飾BWA開始。
- 2020年（令和2年）- 墨田BWA開始。
- 2020年（令和2年）- 江戸川BWA開始。
- 2021年（令和3年）- 市川BWA開始。

## 映像配信事業
- 総合防災訓練や職員防災訓練などでライブ中継、Youtube配信を行っている。
- 令和6年度江戸川区総合防災訓練では、24台のモニターを会場テント内に設営し、3,400人の参加者にドローン空撮映像や地上カメラ映像などのライブ中継を行った。

## 防犯・監視・街頭防犯カメラ事業
- 小学校通学路、公園、町内会、商店街などの防犯カメラの設置事業を行っている。特に葛飾区や東京都の補助金を活用した申請事業では、令和元年度に13自治町会で103台の設置工事を行い、東京アンテナ工事株式会社が東京都で補助金申請が一番多い会社となった。（東京アンテナ工事株式会社調べ）
- SIGFOXの防犯カメラを先駆的に採用した結果、京セラ社のホームページにも東京アンテナ工事株式会社の記事が掲載されている。
- 江戸川区の河川監視カメラは地域BWA（江戸川BWA）とクラウドとAWSを組み合わせた東京アンテナ工事株式会社の自社開発システムである。
- 地域BWAの東京アンテナクラウドカメラにAWS版に加え、廉価版とポケットカメラを開始（2024年）。江戸川区総合防災訓練で消防隊長がポケットカメラを装着（ウェアラブル）して訓練に参加。

## SDGs関連
- 「すべての人に質の高い教育を提供し、生涯学習の機会を促進する」

Wi-Fi提供・設置工事、学校ルータ提供、ギガスクール工事　等
・公衆無線LAN（葛飾区）
・すみだGIGAスクール（墨田区）
・UDCすみだ（墨田区）・小学生向けドローン体験会（東京都）・小学生向けドローン体験会（葛飾区）・小学生向けドローン体験会（墨田区）・こども食堂（江戸川区）・アスラボプログラミング教室新小岩校（葛飾区）・かつしかFM（葛飾区）・葛飾区観光協会（葛飾区）
- 「災害等に強いインフラをつくる」

地域BWA、避難所Wi-Fi、防災ドローン　等
・地域BWA協定（葛飾区、墨田区、江戸川区、市川市）
・避難所ワイファイ（葛飾区、墨田区、市川市）
・ドローン防災協定（市川市、葛飾区、江戸川区）
・総合防災訓練（市川市、葛飾区、江戸川区）
・本庁舎内無線LAN（江戸川区）
・モバイルWi-Fiルーター防災協定仕様（江戸川区薬剤師会）
・モバイルWi-Fiルーター防災協定仕様（墨田区薬剤師会）
・モバイルWi-Fiルーター防災協定仕様（葛飾区薬剤師会）・モバイルWi-Fiルーター防災協定仕様（江戸川区医師会様）
- 「人が住む土地を、安全かつレジリエント（強靭）で持続可能にする」

防犯カメラ、河川監視カメラ、崖崩れIoT、浸水センサー　等 ・防犯カメラ（公園、通学路、町内会、自治会） ・河川監視カメラ（江戸川区、地域BWA、AWS） ・崖崩れIoT（自治体）
- 「気候変動に具体的対策を」

CO2削減、ゼロエミッション　等　・リサイクル事業

## 産学官連携
- 墨田区・UDCすみだ・東京アンテナ工事株式会社でドローンの研究開発を行う。
- 隅田川花火大会デジタルアーカイブプロジェクト（UDCすみだ、墨田区観光協会）

## DX（デジタルトランスフォーメーション）
- SUMIDA×DX展:すみだDX展に出展（2024.2.1）
- SUMIDA×DX展:すみだDX展に出展（2024.12.24）

## ゼロエミッション・CO2削減・リサイクル
- 2024年（令和6年）- 古物商許可証取得、リサイクル事業を開始。
- 2024年（令和6年）- 古い端末の買取、リユース端末のレンタルを自治体と実施（約300台）。

## ドローンサッカー
- 2021年（令和3年）- 東京アンテナ工事株式会社のドローンサッカーチーム、東京アンテナボンバーズ結成。東京アンテナボンバーズは東京アンテナ工事株式会社が創設したeスポーツチームとしては初めてのオフィシャルチームである。ちなみにボンバーは三矢宏のニックネームである。
- 2022年（令和4年）- ヴィーナスフォートお台場大会で準優勝し、葛飾経済新聞、ヤフーニュースに掲載される。
- 2022年（令和4年）- 守谷駅前広場大会で優勝。チーム結成後、約8ヶ月で日本ランキング第１位となる。
- 2022年（令和4年）- 東京ビッグサイト国際ドローン展大会で準優勝。優勝は韓国代表の女子大学生チーム。
- 2022年（令和4年）- ブランチ守谷大会で優勝。日本ドローンサッカー協会（JDSA）日本ランキング第1位。2022年11月現在。
- 2023年（令和5年）- 第1回FIDAドローンサッカー世界選手権大会（韓国・仁川）に日本ドローンサッカー協会の代表として出場し、世界ベスト8（金メダル・韓国、銀メダル・中国、銅メダル・アメリカ）。2023年5月20日開催。
- 2023年（令和5年）- イオンモール幕張新都心エキシビジョンで準優勝。2023年12月10日。
- 2024年（令和6年）- 大学のあるまちすみだ　春のキャンパスコモン（墨田区）で開催された墨田大会で準優勝。2024年3月10日。

## 所属団体
- 地域BWA推進協議会
- 東京都電気工事工業組合
- 葛飾電気防災協力会
- 日本ＣＡＴＶ技術協会
- 内閣府　地方創生SDGs官民連携プラットフォーム
- 日本電信電話ユーザ協会
- 700MHz利用推進協会